# Jean-Marc Hoscheit

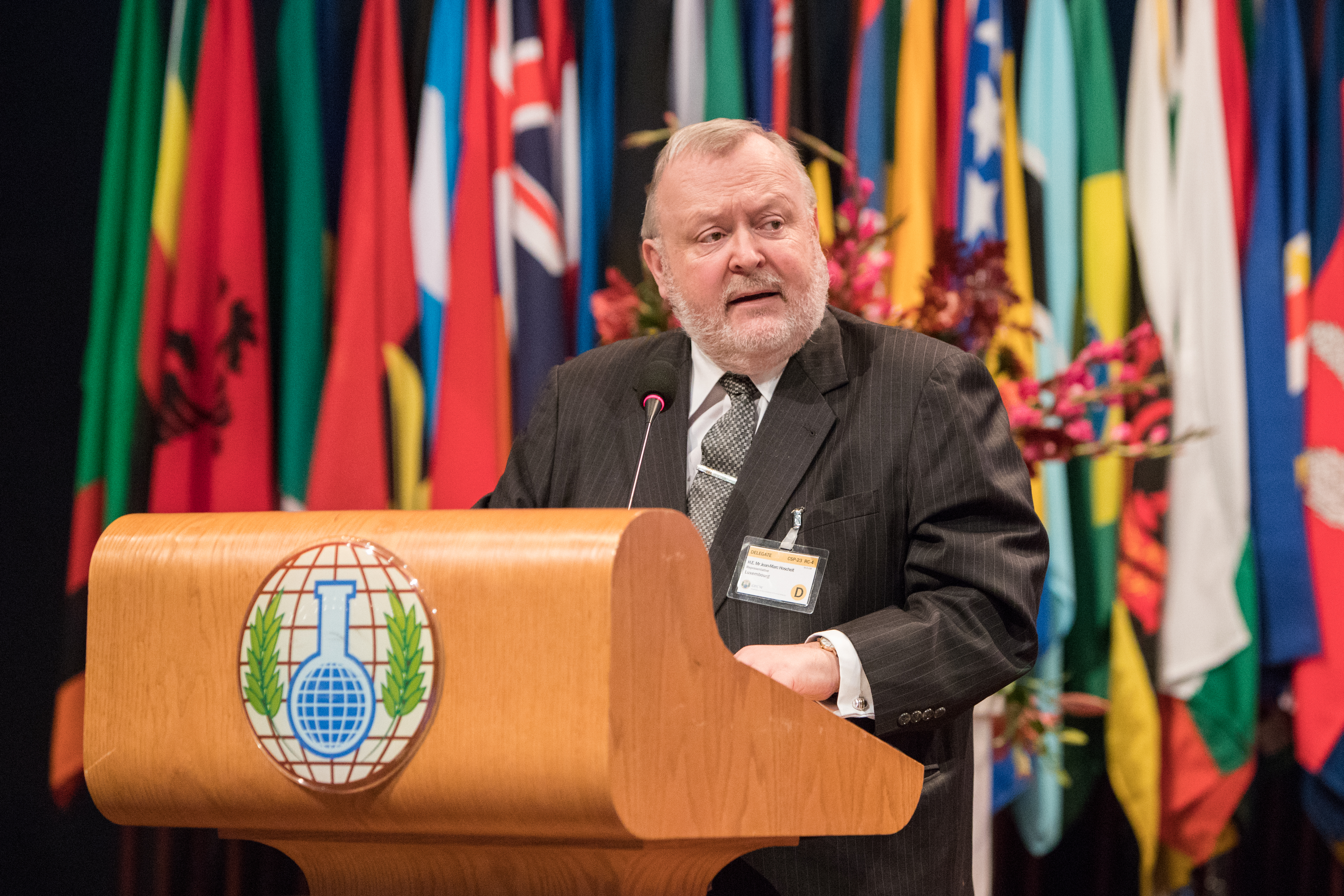
Jean-Marc Hoscheit, im November 2018.

Jean-Marc Hoscheit (* 11. Oktober 1958) ist ein luxemburgischer Politikwissenschaftler und Diplomat.
Hoscheit studierte Rechts- sowie Politikwissenschaften an der Universität Straßburg mit entsprechenden Abschlüssen in beiden Fächern. Von 1982 bis 1985 war er als wissenschaftlicher Mitarbeiter und Dozent am Europäischen Institut für öffentliche Verwaltung (EIPA) in Maastricht tätig und veröffentlichte während dieser Zeit auch einige Untersuchungen zum politischen System der Europäischen Gemeinschaft. 1986 trat er in den auswärtigen Dienst des Großherzogtums und durchlief verschiedene Positionen im luxemburgischen Außenministerium und den Auslandsvertretungen des Großherzogtums, unter anderem als Vertreter in der Europäischen Politischen Zusammenarbeit (EPZ) und als stellvertretender Ständiger Vertreter Luxemburgs bei der Europäischen Union in Brüssel (1989 bis 1998).
1998 wurde er zum Botschafter gegenüber Frankreich ernannt sowie zum Ständigen Vertreter bei der OECD und der UNESCO. 2003 bis 2008 war er Ständiger Vertreter bei den Vereinten Nationen in New York. Zurück in Europa, wurde Hoscheit 2008 zum Botschafter in Den Haag ernannt, ab 2010 auch akkreditiert in Äthiopien und Ständiger Vertreter Luxemburgs bei der Afrikanischen Union (mit Dienstsitz in Den Haag). Seit dem 4. September 2012 ist er Ständiger Vertreter bei den Vereinten Nationen in Genf.

## Veröffentlichungen (Auswahl)
- 19??: Small States and the Presidency of the European Council of Ministers, IAES, Atlanta, Ga.
- 1985: The Presidency of the European Council of Ministers: impacts and implications for national governments (mit Colm Ó Nualláin), Croom Helm, London
- 1988: The European Council 1974–1986: evaluation and prospects (mit Wolfgang Wessels), European Institute of Public Administration, Maastricht